# Alexis Renard
Pour les articles homonymes, voir Renard.
Alexis Renard, né le 1er juin 1999 à Saint-Brieuc, est un coureur cycliste français.

## Biographie

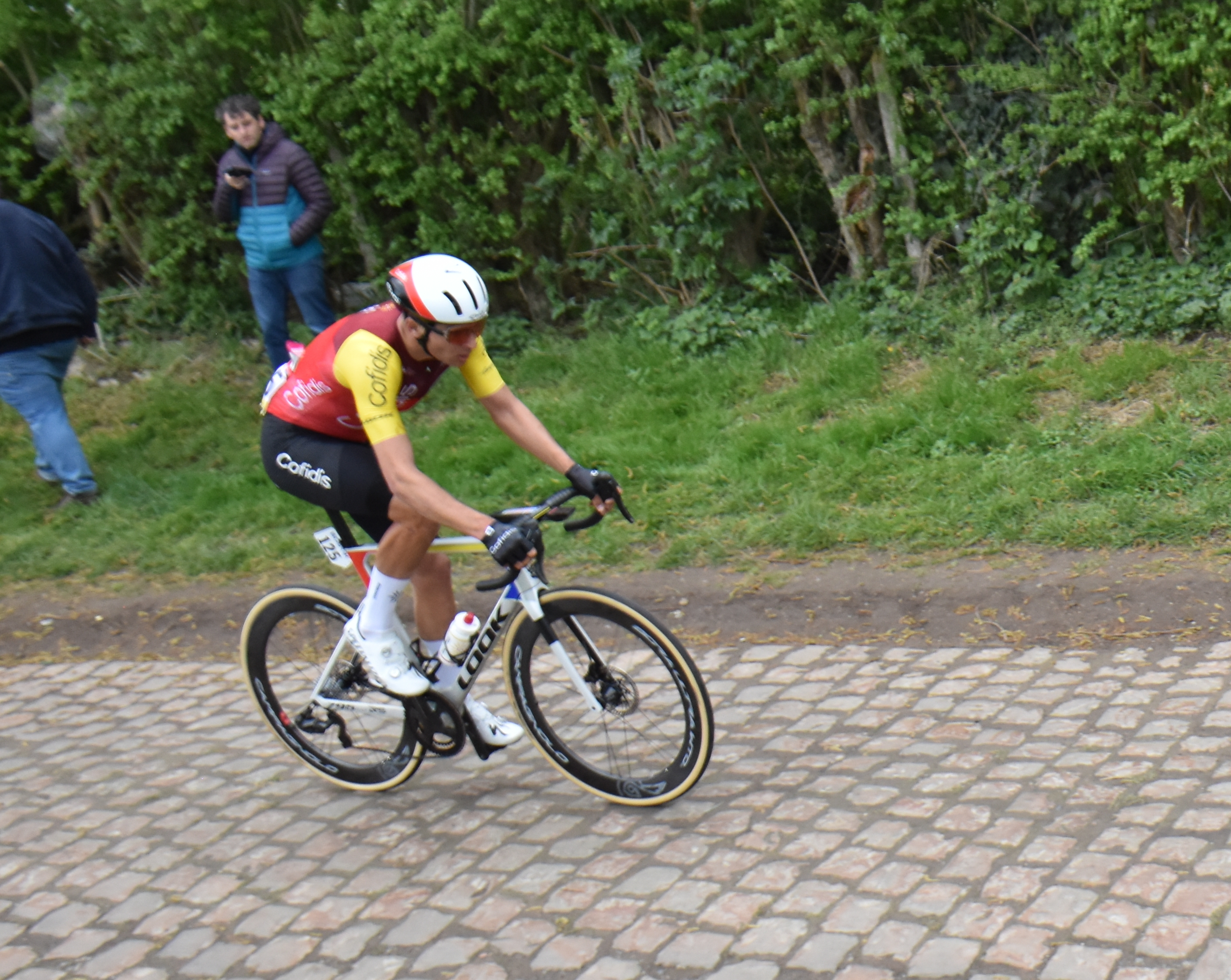
Alexis Renard # 125 - Paris-Roubaix 2025.

### Catégories jeunes et amateurs
Venu du football, Alexis Renard commence le cyclisme à l'âge de 13 ans (minime 2e année) au CC Plancoëtin,.
Lors de sa première saison chez les juniors (17/18 ans) en 2016, il remporte une étape de la Ronde des vallées. En 2017, il s'illustre lors de sa seconde année chez les juniors, en gagnant le Grand Prix Bob Jungels au Luxembourg, ainsi que des étapes du Tour du Valromey, de la Ronde des vallées et du Grand Prix Rüebliland. il se classe également deuxième du général du Grand Prix Rüebliland et troisième du championnat de France du contre-la-montre juniors.
Passé chez les espoirs (moins de 23 ans), il court d'abord pendant deux ans pour le club de cyclisme des Côtes Armor, avec lequel il participe principalement aux courses du calendrier national ainsi qu'aux courses françaises de l'UCI Europe Tour. En 2019, il devient champion de France sur route amateurs à La Haie-Fouassière, au mois de juillet. En fin d'année 2019, il a l'opportunité de courir en tant que stagiaire pour Israel Start-Up Nation.

### Israel Start-Up Nation (2020-2021)
Pour la saison 2020, il signe un contrat professionnel avec l'équipe World Tour Israel Start-Up Nation. Ses meilleurs résultats pour l'équipe sont une deuxième place au Tour de Münster, une deuxième place sur une étape du Tour de Pologne et la troisième place au classement général du Tour de Wallonie lors de la saison 2021.

### Cofidis (depuis 2022)
Pour la saison 2022, il rejoint l'équipe française Cofidis, mais connait une première année difficile. Une chute lors de la troisième étape du Tour des Alpes-Maritimes et du Var le contraint à l'abandon, victime d'une fracture de la clavicule gauche et une autre à la tête radiale droite. En août, il est opéré du cœur pour tachycardie. Il passe le reste de l'année à essayer de retrouver son niveau d'avant opération, pour espérer continuer sa carrière professionnelle.
En janvier 2023, Cofidis annonce la prolongation de son contrat jusqu'en fin d'année 2024. Le 26 mars 2023, il se classe septième de la classique Gand-Wevelgem remportée par Christophe Laporte, son premier top 10 sur une course d'un jour de l'UCI World Tour. En mai, il termine à la troisième place de la 5e étape des Quatre Jours de Dunkerque à Cassel et se classe 7e du classement général à 27 secondes du vainqueur Romain Grégoire. Sélectionné en juillet pour son premier Tour de France en tant qu'équipier de Bryan Coquard, il chute lors du contre-la-montre de la 16e étape. Il termine l'étape mais, atteint d'une fracture au coude droit, est non-partant le lendemain.
Une nouvelle fois présent au départ du Tour de France en 2024, il est contraint à l'abandon au cours de la deuxième semaine. Ses meilleurs résultats de l'année sont une deuxième place  sur Cholet Agglo Tour et une cinquième place sur Paris-Tours.
Après un début d'année 2025 sans résultats significatifs, il se classe le 8 juin deuxième de la Brussels Cycling Classic, battu au sprint par le champion d'Europe Tim Merlier. Deux semaines plus tard, il monte pour la première fois sur le podium d'une course d'un jour de l'UCI World Tour, se classant deuxième derrière le Belge Jordi Meeus de la nouvelle course danoise, le Copenhagen Sprint.

## Palmarès

### Palmarès amateur
- 2016
  - 3e étape de la Ronde des vallées
- 2017
  - Grand Prix Bob Jungels[8]
  - 1re étape du Tour du Coglais
  - 1re étape du Tour du Valromey

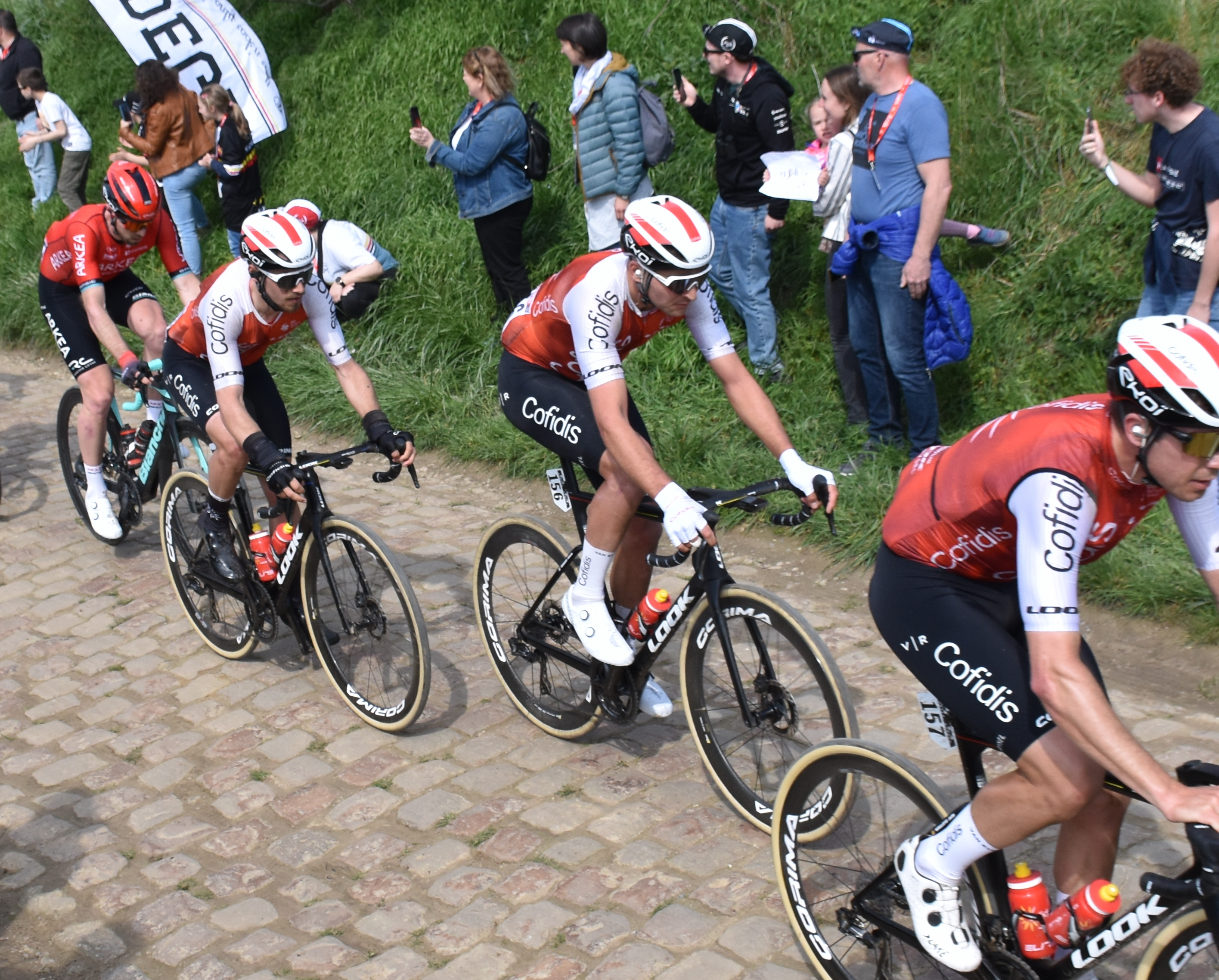
Paris-Roubaix 2023 - Secteur pavé de Quiévy à Saint-Python - N°156 Alexis Renard.

  - 2e étape de la Ronde des vallées (contre-la-montre)
  - 1re étape du Grand Prix Rüebliland
  - 2e du Grand Prix Rüebliland
  - 3e du Trophée Sébaco
  - 3e du championnat de France du contre-la-montre juniors
- 2018
  - Étoile de Tressignaux
  - Flèche d'Armor :
    - Classement général[9]
    - 1re et 2e (contre-la-montre) étapes

  - 2e étape du Circuit du Mené
  - Critérium de Dinan
  - Grand Prix du Landreau
  - 2e du Circuit du Mené
- 2019
  -  Champion de France sur route amateurs
  - Route bretonne
  - 2e du championnat de Bretagne du contre-la-montre

### Palmarès professionnel
- 2021
  - 2e du Tour de Münster
  - 3e du Tour de Wallonie
- 2023
  - 7e de Gand-Wevelgem
- 2024
  - 2e du Cholet Agglo Tour
- 2025
  - 2e de la Brussels Cycling Classic
  - 2e du Copenhagen Sprint
  - 7e de la Classic Bruges-La Panne

### Résultats sur les grands tours

#### Tour de France
3 participations
- 2023 : non-partant (17e étape)
- 2024 : abandon (11e étape)
- 2025 : 145e

#### Tour d'Espagne
1 participation
- 2020 : abandon (14e étape)

### Classements mondiaux
| Année                                 | 2020  | 2021 | 2022 | 2023 | 2024 |
| ------------------------------------- | ----- | ---- | ---- | ---- | ---- |
| Classement mondial                    | 1663e | 196e | 800e | 291e | 333e |
| UCI Europe Tour                       | 1236e | 166e | 603e | nc   | nc   |
|                                       |       |      |      |      |      |
| Légende : nc = non classéSource : UCI |       |      |      |      |      |